# 海尼兴
海尼兴（德語：Hainichen，發音：[ˈhaɪnɪçn̩] ⓘ）是德国萨克森州中萨克森县的城市，面积51.74平方千米，2023年12月31日人口为8,441人。